# Liste der Monuments historiques in Fontenay-le-Vicomte
Die Liste der Monuments historiques in Fontenay-le-Vicomte führt die Monuments historiques in der französischen Gemeinde Fontenay-le-Vicomte auf.

## Liste der Bauwerke
| Bezeichnung    | Beschreibung | Standort | Kennzeichnung | Schutzstatus | Datum | Bild |
| -------------- | ------------ | -------- | ------------- | ------------ | ----- | ---- |
| Kirche St-Remi |              | (Lage)   | PA00087914    | Inscrit      | 1950  |      |

## Liste der Objekte
- Monuments historiques (Objekte) in Fontenay-le-Vicomte der Base Palissy des französischen Kultusministeriums